# Porto Barreiro
Porto Barreiro is een gemeente in de Braziliaanse deelstaat Paraná. De gemeente telt 3.768 inwoners (schatting 2009).

## Aangrenzende gemeenten
De gemeente grenst aan Candói, Chopinzinho, Laranjeiras do Sul, Rio Bonito do Iguaçu en Virmond.

## Galerij

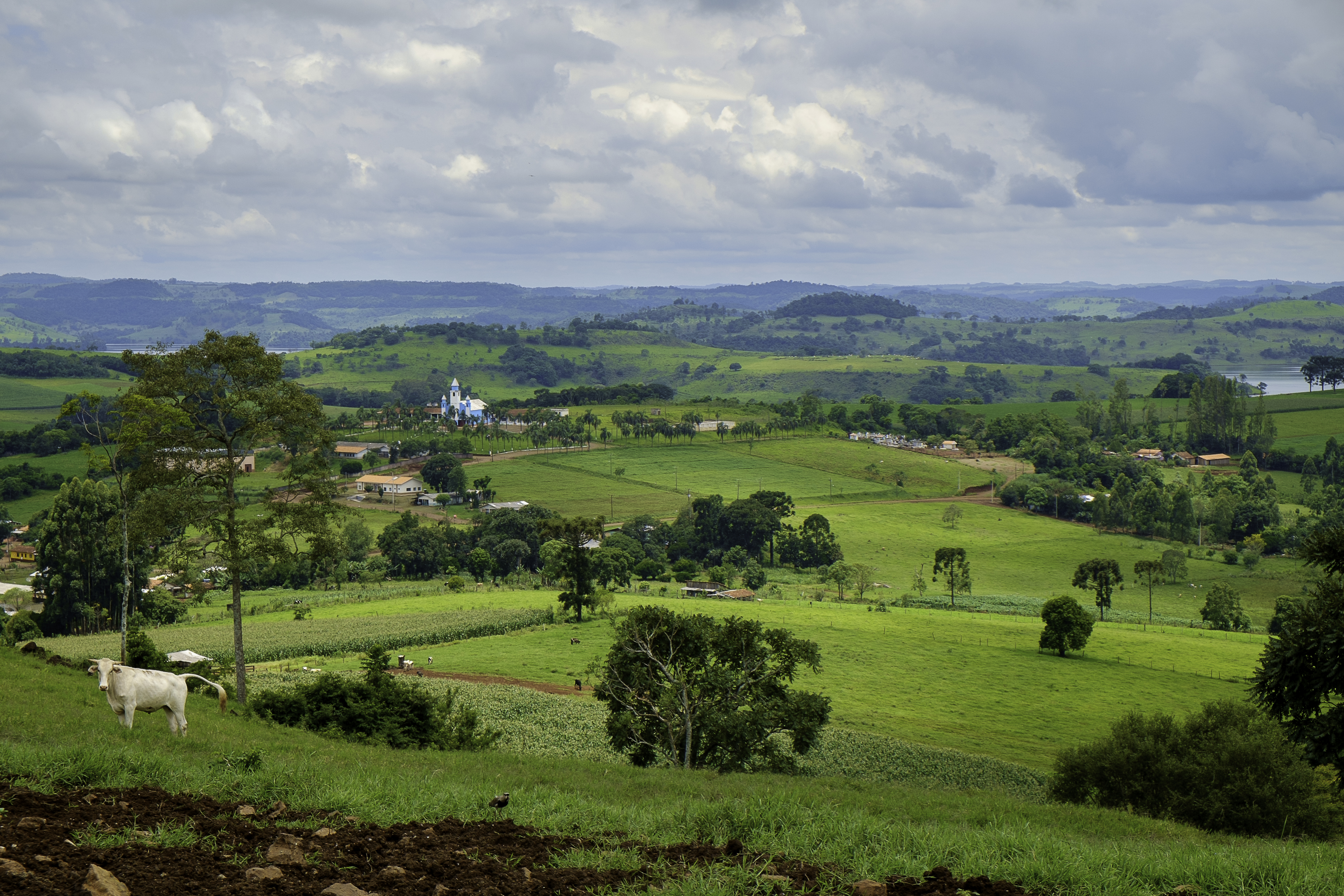
Gezicht op het dorp Porto Santana en het omringende landschap in de gemeente, gezien vanaf de PR-565